# BRD Năstase Țiriac Trophy 2013
BRD Năstase Țiriac Trophy 2013 byl tenisový turnaj pořádaný jako součást mužského okruhu ATP World Tour, který se hrál v městském tenisovém areálu na otevřených antukových dvorcích. Konal se mezi 22. až 28. dubnem 2013 v rumunské metropoli Bukurešti jako 21. ročník turnaje.
Turnaj si připomněl také 40. výročí nástupu Ilie Năstaseho na první místo žebříčku ATP, když se tento rumunský hráč stal v roce 1973 vůbec první světovou jedničkou po zavedení klasifikace. Premiérový singlový titul na okruhu ATP si připsal český tenista Lukáš Rosol.
Turnaj s rozpočtem 467 800 eur patřil do kategorie ATP World Tour 250. Nejvýše nasazeným hráčem ve dvouhře se stal desátý tenista světa Janko Tipsarević ze Srbska.

## Mužská dvouhra

### Nasazení
| Stát      | Hráč             | ATP1) | Nasazení |
| --------- | ---------------- | ----- | -------- |
| Srbsko    | Janko Tipsarević | 10.   | 1.       |
| Francie   | Gilles Simon     | 13.   | 2.       |
| Itálie    | Andreas Seppi    | 18    | 3        |
| Rusko     | Michail Južnyj   | 27.   | 4.       |
| Německo   | Florian Mayer    | 30.   | 5.       |
| Itálie    | Fabio Fognini    | 32.   | 6.       |
| Argentina | Horacio Zeballos | 40.   | 7.       |
| Srbsko    | Viktor Troicki   | 45.   | 8.       |

- 1) Žebříček ATP k 15. dubnu 2013.[3]

### Jiné formy účasti
Následující hráči obdrželi divokou kartu do hlavní soutěže:
- Gaël Monfils
- Janko Tipsarević
- Adrian Ungur

Následující hráči postoupili z kvalifikace:
- Matthias Bachinger
- Flavio Cipolla
- Jaroslav Pospíšil
- Serhij Stachovskyj

Následující hráč nastoupil do hlavní soutěže jako náhradník:
- Filippo Volandri

### Odhlášení
před zahájením turnaje
- Simone Bolelli
- Fabio Fognini
- Jürgen Melzer
- Go Soeda

### Skrečování
- Gaël Monfils

## Mužská čtyřhra

### Nasazení
| Stát          | Hráč              | Stát          | Hráč          | ATP1) | Nasazení |
| ------------- | ----------------- | ------------- | ------------- | ----- | -------- |
| Bělorusko     | Max Mirnyj        | Rumunsko      | Horia Tecău   | 18.   | 1.       |
| Rakousko      | Julian Knowle     | Slovensko     | Filip Polášek | 57.   | 2.       |
| Mexiko        | Santiago González | Spojené státy | Scott Lipsky  | 63.   | 3.       |
| Spojené státy | Eric Butorac      | Austrálie     | Paul Hanley   | 78.   | 4.       |

- 1) Žebříček ATP k 15. dubnu 2013; číslo je součtem umístění obou členů páru.

### Jiné formy účasti
Následující páry obdržely divokou kartu do hlavní soutěže:
- Marius Copil /  Gaël Monfils
- Victor Hănescu /  Gilles Müller

Následující pár nastoupil do hlavní soutěže z pozice náhradníka:
- Nicolas Mahut /  Gilles Simon

## Přehled finále

### Mužská dvouhra
- Lukáš Rosol vs.  Guillermo García-López, 6–3, 6–2

### Mužská čtyřhra
- Max Mirnyj /  Horia Tecău vs.  Lukáš Dlouhý /  Oliver Marach, 4–6, 6–4, [10–6]